# Silvia Bazilis
Silvia Bazilis (18 de agosto de 1953) es una exbailarina, coreógrafa y maestra de danza argentina, fue primera bailarina del Ballet Estable del Teatro Colón de Buenos Aires.

## Biografía
Inició sus estudios formales de ballet en el Instituto Superior de Arte del Teatro Colón; al culminar sus estudios en 1973, integró el Ballet Estable del Teatro Colón. En 1977 ascendió a Primera Bailarina luego de haber protagonizado Giselle junto al ruso Vladimir Vasiliev.
Protagonizó, entre otras, Giselle, El lago de los cisnes y Carmen. Fue partenaire de Raúl Candal, Maximiliano Guerra y Julio Bocca.
Se retiró de los escenarios del Ballet Estable del Teatro Colón en 1994, bailando el estreno del ballet Oneguin, con coreografía de John Cranko, junto a Raúl Candal y Maximiliano Guerra. Un año más tarde se despediría definitivamente de los escenarios bailando junto a Julio Bocca el pas de deux de Romeo y Julieta en el Luna Park.
Desde 1996 trabaja como maestra en la Fundación Julio Bocca, también es maestra preparadora de bailarines que desean participar en concursos internacionales.

## Premios y reconocimientos
- Premio María Ruanova en 1989.[5]
- Diploma al Mérito Premio Konex en 1989.[6]
- Diploma al Mérito Premio Konex en 1999.[7]